# Liste von Palmenhäusern
Ein Palmenhaus gibt es (nach Standort: Staat / Stadt)

## Deutschland
- im Rosengarten Coburg, 1984 eröffnet
- im Palmengarten Frankfurt
- im Schloss auf der Bodenseeinsel Mainau
- das Palmenhauspark Konstanz
- im Stadtpark Mainz
- im Schlosspark Nymphenburg in München, 1820 errichtet
- im Schlosspark Pillnitz, 1859 eröffnet
- im Bergpark Wilhelmshöhe bei Kassel, 1887 („Großes Gewächshaus“)

Ferner gab es
- das Palmenhaus auf der Pfaueninsel in Berlin, 1831 fertiggestellt und 1880 abgebrannt
- ein an die Orangerie des Parks in Markkleeberg anschließendes Palmenhaus, nach 1885
- ein Palmenhaus in Knoops Park (Bremen-Nord), um 1870–74

## Australien
- Palmenhaus im Botanischen Garten Adelaide, von 1875, vom Bremer Architekten Gustav Runge

## Belgien
- Königliche Gewächshäuser in Laken bei Brüssel, 1874–76

## Großbritannien
- im Royal Botanic Garden Edinburgh, 1834 eröffnet
- in den Royal Botanic Gardens, Kew im Südwesten von London, 1849 fertiggestellt

## Österreich
- in einem Park nahe der Innsbrucker Hofburg, siehe Hofgarten (Innsbruck)
- im Schlosspark von Wien-Schönbrunn, 1882 eröffnet, siehe Palmenhaus (Wien-Schönbrunn)
- im Wiener Burggarten, 1826 fertiggestellt, siehe Palmenhaus (Wien)

## Polen
- in Gliwice, siehe Palmenhaus (Gliwice), 1930 eröffnet

## Tschechien
- Palmenhaus des Schlosses Eisgrub (heute: Schloss Lednice), Tschechien, 1843–1845 errichtet